# Tugby and Keythorpe
Tugby and Keythorpe – civil parish w Anglii, w hrabstwie Leicestershire, w dystrykcie Harborough. Leży 19 km na wschód od miasta Leicester i 132 km na północny zachód od Londynu. W 2001 miejscowość liczyła 316 mieszkańców.